# Kadetní škola v Praze
Kadetní škola pěchoty v Praze je někdejší královská vojenská škola, která za svého trvání v letech 1784-1920 vystřídala dvě lokality. Původně sídlila v Praze na Starém Městě, a to v Králodvorských kasárnách (50°05'16.694213"N 14°25'40.0248528"E), tedy v místech někdejšího Králova dvora v blízkosti Prašné brány, na části vojenského pozemku dnes stojí Obecní dům a palác někdejší Obchodní a živnostenské komory.

## Historie

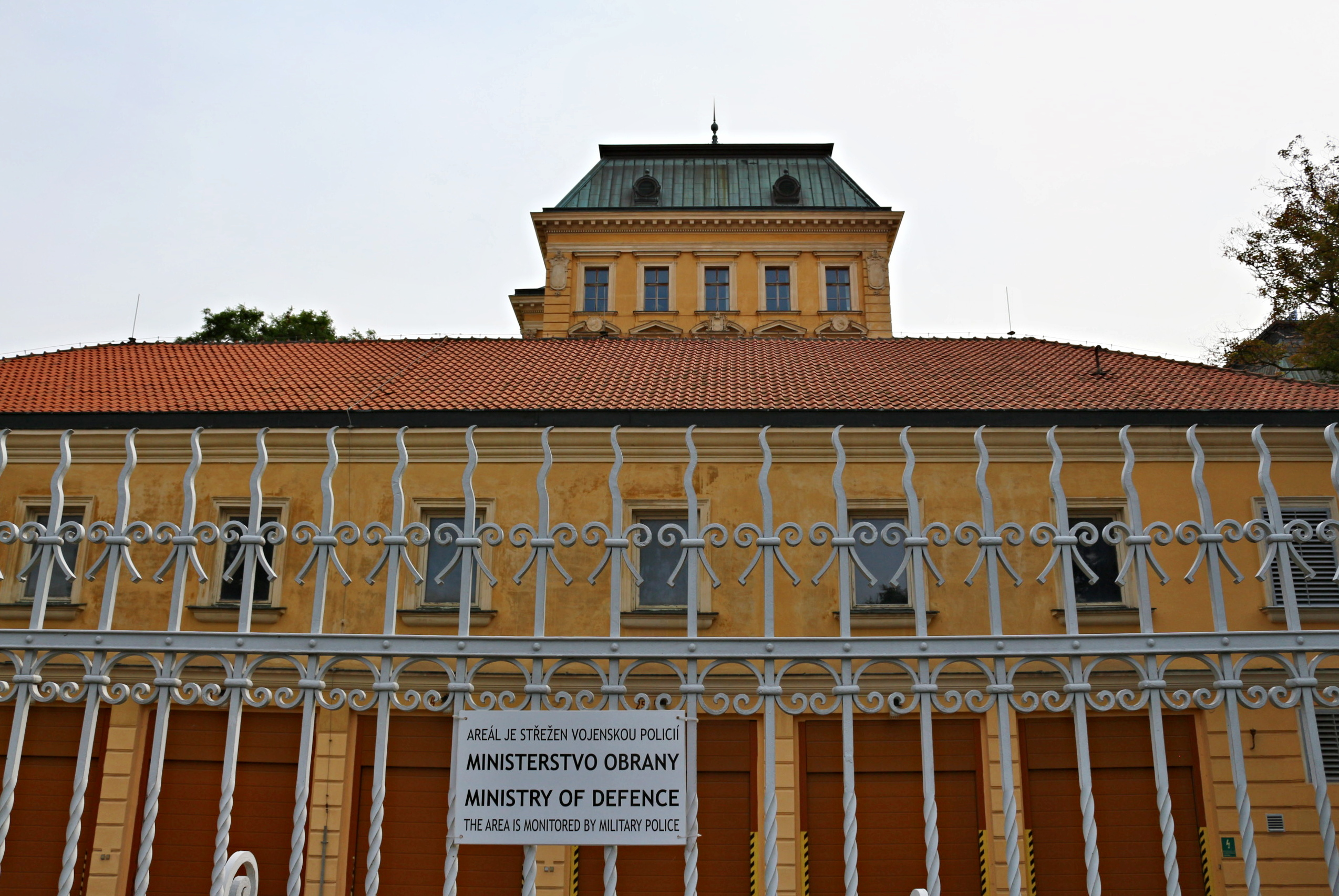
Budova bývalé Kadetní školy pěchoty

- Stará kadetka Od roku 1784 v kasárnách sídlil elitní prapor granátníků, který byl později zrušen a v objektu byla umístěna kadetní škola pěchoty.

- Nová kadetka: v roce 1900 byla Kadetní škola pro pěchotu přemístěna do nově vybudovaného areálu na Hradčanech, postaveného v letech 1898–1900 na zrušených Mariánských hradbách v místech, kudy procházelo někdejší pražské opevnění z přelomu 17. a 18. století.

Třípatrový objekt o délce 135 metrů, o čtyřech traktech kolem dvou dvorů, je orientovaný v podélné ose východ-západ, byl vybaven vlastní kaplí, nemocnicí, tělocvičnou a šermírnou, jízdárnou, stájemi, střelnicí a cvičištěm (execírkou). Zaujímal jen část rozsáhlé a zpola zalesněné parcely mezi ulicemi Na Valech, Tychonova, U Prašného mostu a zbořeného úseku Mariánských hradeb s XV. baštou Všech svatých, k jejichž demolici došlo v letech 1895-1897. Hlavní průčelí budovy se nyní obrací na sever, do ulice nazývané v letech 1905-1935 U Kadetky, od roku 1935 dosud Na Valech. Nynější zadní trakt má bránu se železnou kovanou mříží, orientovanou k jihu do ulice Mariánské hradby. Až do zavedení trati elektrické tramvaje to býval vchod hlavní.
V letech 1921 až 1939 byla v budově umístěna Vysoká škola válečná a instituce, které zde po vzniku republiky prozatímně sídlily, např. Ministerstvo spravedlnosti nebo Nejvyšší správní soud, se musely přestěhovat. Část budovy později využívalo přímo tehdejší Ministerstvo národní obrany, ale po okupaci v roce 1968 ji zabrala Sovětská armáda, která ji držela až do roku 1989. V 60. letech byly na severní straně přistavěny dvě samostatné patrové budovy garáží a po nich ještě třetí osově mezi nimi. Tím bylo zastíněno původní novorenesanční průčelí. V majetku armády budova zůstává dosud, v současné době i s přilehlými pozemky slouží pro potřeby Ministerstva obrany.